# Achim von Oppen
Hans-Joachim (Achim) Heinrich von Oppen (* 21. Juni 1953 in Remscheid) ist ein deutscher Historiker mit dem Schwerpunkt Sozial- und Kulturgeschichte ländlicher und städtischer Regionen, Religion und Geschichte, Konstruktion und Transformation von Räumen, Geschichte von Mobilitäten und Transfers, Vergleich und Verflechtungsgeschichte; Globalgeschichte, Wissensgeschichte, historische Anthropologie und Lokalgeschichte.

## Leben
Von 1984 bis 1989 war er wissenschaftlicher Mitarbeiter am Institut für Soziologie der FU Berlin. Von 1993 bis 2000 war er wissenschaftlicher Mitarbeiter am Zentrum Moderner Orient. Von 2003 bis 2004 lehrte er als Gastprofessor (Lehrstuhlvertretung) für Geschichte Afrikas an der Humboldt-Universität zu Berlin. Von 2004 bis 2007 war er Privatdozent in Geschichte und Gesellschaft Afrikas an der Humboldt-Universität Berlin. Von 2001 bis 2007 war er Vizedirektor des Zentrum Moderner Orient in Berlin. Von 2007 bis 2019 war er Professor für die Geschichte Afrikas an der Universität Bayreuth.
Am 27. Juni 1997 heiratete er in Berlin Christina Wedhorn (* 1956).

## Schriften (Auswahl)
- Terms of trade and terms of trust. The history and contexts of pre-colonial market production around the Upper Zambezi and Kasai. Münster 1993, ISBN 3-89473-246-6.
- als Herausgeber mit Richard Rottenburg: Organisationswandel in Afrika. Kollektive Praxis und kulturelle Aneignung. Erträge eines Symposiums in Petzow bei Potsdam, 10. bis 13. Februar 1994. Berlin 1995, ISBN 3-86093-073-7.
- als Herausgeber mit Ute Luig: Naturaneignung in Afrika als sozialer und symbolischer Prozess. Berlin 1996, ISBN 3-86093-093-1.
- als Herausgeber mit Beatrix Heintze: Angola on the move. Transport routes, communications and history. Frankfurt am Main 2008, ISBN 978-3-87476-553-4.